# Аммосов, Юрий Николаевич
Юрий Николаевич Аммосов (16 марта 1937, Якутск — 1984) — советский лепидоптеролог, кандидат биологических наук, член Всесоюзного энтомологического общества. Основное направление научной деятельности — изучение чешуекрылых Якутии.

## Биография
В 1959 году окончил с отличием естественный факультет Якутского университета. Работал лаборантом при кафедре зоологии, вёл курс зоологии беспозвоночных, был руководителем полевыми практиками студентов.
В 1962 году поступил в аспирантуру при Якутском филиале СО АН по специальности «энтомология». В 1966 году защитил кандидатскую диссертацию по теме «Чешуекрылые — дендрофаги Центральной Якутии». С 1965 года работает в Институте биологии ЯФ СО АН СССР — сначала младшим научным сотрудником лаборатории зоологии, с 1967 года — на должности заведующего основанной им лаборатории энтомологии и паразитологии.
В последние годы жизни тяжело болел.
Скончался в 1984 году.

## Список таксонов насекомых, названных в честь Ю. Н. Аммосова
- подвид бабочки Polyommatus icarus ammosovi (Kurentzov, 1970)
- аполлон Аммосова Parnassius (Sachaia) ammosovi (Korshunov, 1988)
- бабочка, энеис Аммосова Oeneis ammosovi Dubatolov et Korshunov, 1988) (отряд чешуекрылые)
- Ederranus ammosovi (Sivtsev, 1989) (подотряд цикадовые)
- Cnetha ammosovi (Vorobez) (отряд двукрылые)
- Parasyrphus ammosovi (Bagatchanova) (отряд двукрылые)
- Polymerus ammosovi (Vinokurov, 1995) (отряд полужесткокрылые)